# Andrew E.
Andrew Ford Valentino Espíritu, conocido como Andrew E. (1967- ), es un actor, cantante de rap, comediante y productor filipino.
Es uno de los impulsores del rap en su país. Ha participado en la producción de varios programas de TV y como actor en varias películas, basadas, muchas de ellas en sus propias canciones.

## Biografía
Nació en Manila el 30 de julio de 1967.  En 1991, cuando trabajaba como DJ en el club Europhia de Manila, Ramón "RJ" Jacinto lo conoció y comenzó su promoción pública. Seguidamente participó junto a actor Germán Moreno en el programa de variedades de la cadena de televisión GMA-7 That's Entertainment. En 1990 publicó su primer disco, el sencillo Humanap Ka Nget.
Vivió en Japón, allí actuaba en clubes donde lanzó un CD con dos canciones de género rap cantadas sólo en japonés. Ambas canciones, hablaban sobre las desventuras de un turista que visita Tokio.
En 1995, fundó su propio sello de rap, "Dongalo Wreckords", con el objetivo de descubrir y formar a nuevos talentos. Uno de ellos fue el grupo de música rap, Salbakuta, en la que grabaron y lanzaron su primer sencillo titulado S2upid Luv, logrando convirtiéndose en un gran éxito de ventas y además que fue interpretada para una película protagonizada por el mismo Espiritu.
En 2010 fue juez de un Show, Showtime, un programa de talentos transmitida por ABS-CBN. Más adelante regresó nuevamente como juez para el segmento de Showtime "Hype Best".
Ha colaborado con reconocidos cantantes de su país como Sharon Cuneta, Willie Revillame, Joey de León, Regine Velásquez, Francis Magalona, Ogie Alcasid, Janno Gibbs, Carlos Agassi, Death Threat, Salbakuta, DJs como DJ Coki de Wil Time Big Time, DJ MOD de Showtime y DJ Belal de New York, y con actrices como Maricel Soriano, Ana Roces, Nanette Medved, Charlene González, Viña Morales, Sheryl Cruz, Gelli de Belén, Alice Dixson, Amanda Page, Rufa Mae Quinto, Donita Rose y Rica Peralejo.
En 2016, Espiritu volvió actuar en una teleserie dramática llamada Dolce Amore, producida y transmitida por ABS-CBN.

## Su obra

### Filmografía

#### Televisión
| Año                   | Titulo                           | Personaje                 | TV estación |
| 2017 – presente       | I Can See Your Voice Philippines | Sing-vestigator           | ABS-CBN     |
| 2017                  | Dear Uge                         | Episode Guest             | GMA Network |
| 2016; 2017 – presente | Sunday PinaSaya                  | Himself / Guest Performer | GMA Network |
| 2016                  | Dolce Amore                      | Uge Urtola                | ABS-CBN     |
| 2016                  | Born to be a Star                | Judge                     | TV5         |
| 2015                  | Gandang Gabi Vice                | Guest                     | ABS-CBN     |
| 2015                  | Kapamilya, Deal or No Deal       | Guest                     | ABS-CBN     |
| 2015                  | Wowowin                          | Guest                     | GMA Network |
| 2015                  | Sábado Badoo                     | Cameo Footage Featured    | GMA Network |
| 2015                  | Tunay Na Buhay                   | Guest/Himself             | GMA Network |
| 2014                  | Gandang Gabi Vice                | Guest/Himself             | ABS-CBN     |
| 2014                  | Scare Tactics                    | Host                      | TV5         |
| 2013                  | Wasak                            | Guest Himself             | AksyonTV    |
| 2013                  | Killer Karaoke: Pinoy Naman      | Guest Himself             | TV5         |
| 2013                  | Sunday All Stars                 | Guest Performer           | GMA Network |
| 2012                  | Kapitan Awesome                  | Adonis                    | TV5         |
| 2011                  | It's Showtime                    | Celebrity Guest Hurado    | ABS-CBN     |
| 2010                  | Willing Willie                   | Guest Performer           | TV5         |
| 2010                  | Party Pilipinas                  | Guest Performer           | GMA Network |
| 2009                  | Talentadong Pinoy                | Guest Judge               | TV5         |
| 2009                  | Stop TV                          | Guest                     | TV5         |
| 2008                  | Your Song                        | Various                   | ABS-CBN     |
| 2007                  | Sabi Ni Nanay                    | Guest                     | RPN         |
| 2005                  | Wowowee                          | Guest                     | ABS-CBN     |
| 2003                  | MTB: Ang Saya Saya               | Guest                     | ABS-CBN     |
| 2002                  | Crayon Shin-chan                 | Shinnosuke Nohara (voice) | IBC         |
| 2000                  | DMZ TV                           | Guest Performer           | IBC         |
| 2000                  | Rap 13                           | Host Performer            | IBC         |
| 2000                  | Goin' Bayabas                    | Various                   | IBC         |
| 1998                  | Magandang Tanghali Bayan         | Guest Performer           | ABS-CBN     |
| 1997                  | SOP                              | Guest Performer           | GMA Network |
| 1996                  | Maricel Drama Special            | Various                   | ABS-CBN     |
| 1995                  | Mikee Forever                    | Various                   | GMA Network |
| 1995                  | Mikee                            | Various                   | GMA Network |
| 1995                  | ASAP                             | Guest Performer           | ABS-CBN     |
| 1995                  | Sang Linggo nAPO Sila            | Guest Performer           | ABS-CBN     |
| 1994                  | Music Burreau                    | Guest Performer           | ABC         |
| 1993                  | Salo Salo Together               | Guest Performer           | GMA Network |
| 1993                  | Da Lookalayks                    | Various                   | GMA Network |
| 1993                  | Kool Skool                       | Various                   | ABC         |
| 1992                  | Alabang Girls                    | Various                   | ABC         |
| 1992                  | The Sharon Cuneta Show           | Guest Performer           | ABS-CBN     |
| 1992                  | Sa Linggo nAPO Sila              | Guest Performer           | ABS-CBN     |
| 1992                  | Eat Bulaga                       | Guest Performer           | ABS-CBN     |
| 1991                  | GMA Supershow                    | Guest Performer           | GMA Network |
| 1991                  | Saturday Entertainment           | Guest Performer           | GMA Network |

#### Películas
| Año  | Titulo                                             | Personaje                        |
| 2013 | Raketeros                                          | Andoy                            |
| 2003 | A.B. normal college (Todo na 'yan, kulang pa 'yun) | Andres                           |
| 2002 | S2pid Luv                                          | George                           |
| 2002 | D' uragons: never umuurong always sumusulong       | Orot                             |
| 2002 | Burles King Daw, O!                                | Troy                             |
| 2001 | Banyo Queen                                        | Drew                             |
| 2001 | Tusong Twosome                                     | Bano                             |
| 2000 | Mana-mana tiba-                                    | Wilson                           |
| 2000 | Markova: Comfort Gay                               | Chiquito /Tintoy on the film set |
| 1997 | Extranghero                                        | Buto                             |
| 1997 | Matinik na bading, mga syukeng buking              | Tirso/Tricia                     |
| 1997 | Si Mokong, si Astig, at si Gamol                   | Gamol                            |
| 1996 | Where the Girls Are                                | Andong                           |
| 1996 | Neber-2-Geder                                      | Bert Control                     |
| 1995 | Bangers                                            | Hap Hibang                       |
| 1995 | P're Hanggang Sa Huli                              | Cooper Guerrero                  |
| 1995 | Bikini Watch                                       | Kiko                             |
| 1994 | Ikaw ang Miss Universe ng buhay ko                 | Robin                            |
| 1994 | Megamol                                            | Clark "Uragon" Bokol             |
| 1994 | Pinagbiyak na bunga                                | Urot/Blacky                      |
| 1993 | Row 4: Ang Baliktorians                            | Agapito "Aguy" Santos            |
| 1993 | Ang Boyfriend kong gamol                           | Tom Cruz                         |
| 1993 | Gagay: Prinsesa ng brownout                        | cameo appearance as himself      |
| 1993 | Manchichiritchit                                   | Isko                             |
| 1992 | Alabang Girls                                      | Unat/Straight                    |
| 1992 | Pretty Boy Carrot                                  | Pretty Boy/Cute                  |
| 1992 | Mahirap maging pogi                                | Pording Pogi                     |
| 1991 | Andrew Ford Medina: Huwag kang gamol               | Andrew Ford Medina               |
| 1991 | Pitong gamol                                       | Ambong                           |
| 1990 | Humanap Ka ng Panget                               | Andy                             |

### Discografía

#### Álbumes de estudio
- Rhyme + Andrew = Party (1990)
- Ang Dalawang Pasko Ni Andrew E. (1991)
- Alabanger (1996)
- Wholesome (1999)
- Much More Wholesome (2000)
- Have A Wholesome Christmas (2001)
- Porno Daw (2002)
- Krispy Na Kreamy Pa (2004)
- Clean (2007)
- Clubzilla (2010)
- Does Ballads, Vol.1 (2013)

#### Singles
- 1990 - "Humanap Ka Ng Panget"
- 1990 - "Wag Kang Gamol"
- 1991 - "Mas Gusto Mo Siya"
- 1991 - "Mahal Kita"
- 1991 - "Bini B. Rocha"
- 1991 - "Andrew Ford Medina"
- 1992 - "Mahirap Maging Pogi"
- 1992 - "Alabang Girls"
- 1993 - "Manchichiritchit"
- 1994 - "Ang Boyfriend Kong Gamol" (featuring Alice Dixon)
- 1994 - "Ikaw Ang Miss Universe Ng Buhay Ko"
- 1995 - "Banyo Queen"
- 1995 - "Akala Ko" (duet with Sharon Cuneta)
- 1995 - "Bikini Watch"
- 1995 - "Hibangers"
- 1996 - "Neber-2-Geder"
- 1997 - "Where The Girls Are"
- 1999 - "Maggy"
- 1999 - "Rubber Dickey"
- 2000 - "Kagat Ng Aso"
- 2001 - "Sinabmarin"
- 2002 - "ShaNaNa"
- 2003 - "Honey"
- 2004 - "Shoot Shoot"
- 2004 - "Pink Palaka"
- 2005 - "Banyo Queen 2"
- 2006 - "Clean"
- 2008 - "Ikaw" (Humanap Ka Ng Panget Part 2)
- 2010 - "Sophisitkado" (PMPC Winner/Rap Album of the Year)
- 2013 - "Ayokong Magtiis Ka" (Niloko si Mark Nievera)